# Shelfordella lateralis
Shelfordella lateralis ist eine Schabenart mit Heimat in Nordafrika und in Westasien. Sie wurde nach Nordamerika eingeschleppt und ist dort eingebürgert. Die Art wird verbreitet als Futtertier von Terrarienfreunden gezüchtet. Deutsche Namen sind Tartarische Schabe, Persische Schabe oder auch „Schokoschabe“.

## Beschreibung
Shelfordella lateralis ist eine mittelgroße Schabenart, Männchen erreichen 19 bis 23 Millimeter, Weibchen 22 bis 25 Millimeter Körperlänge. Sie zeichnet sich durch markanten Geschlechtsdimorphismus aus. Männchen sind hell gelbbraun bis strohfarben gefärbt, der Außenrand der Flügeldecken, nahe der Basis, ist transparent. Die Tiere sind voll geflügelt, die Länge der Deckflügel überragt in Ruhelage die Spitze des Abdomens. Weibchen sind dunkel bräunlich, mit helleren Abzeichen auf den Flügeln und dem Abdomen. Die stark verkürzten Deckflügel sind dreieckig. Jeder Flügel trägt auf der Außenseite einen hell gelblichen Längsstreifen. Die Subgenitalplatte der Weibchen ist deutlich spitzwinklig ausgerandet mit zwei Valven.
Die Nymphen sind zweifarbig: der Vorderkörper ist hell schokoladenbraun, der Hinterleib dunkelbraun gefärbt. Die hellen Streifen sind bei älteren Nymphen auf den Flügelscheiden bereits deutlich erkennbar. Die Ootheken erreichen etwa 10 Millimeter Länge, sie sind dunkelbraun gefärbt. Auf der Naht tragen sie eine Reihe von 14 bis 23 Zähnchen. Sie sind asymmetrisch, auf einer Seite abgerundet, auf der anderen abgestutzt und so dort eckiger begrenzt.
Von der weit verbreiteten, synanthropen Gemeinen Küchenschabe Blatta orientalis ist die Art im männlichen Geschlecht auf den ersten Blick an der Färbung und an den weitaus längeren Deckflügeln zu unterscheiden. Die ähnlicheren Weibchen können an den hellen Längsstreifen, die Shelfordella lateralis am Außenrand der Flügel besitzt, unterschieden werden, diese fehlen bei Blatta orientalis. außerdem sind die verkürzten Flügel bei Shelfordella lateralis weniger weit voneinander entfernt, wie sie breit sind, bei Blatta orientalis mehr. Von der im Freiland sympatrisch verbreiteten Shelfordella arabica unterscheiden beim Männchen die Form des Halsschilds: dieser ist deutlich weniger breit als lang. Beim Weibchen fehlt bei Shelfordella arabica der gelbe Flügelstreif, außerdem ist die Form der verkürzten Deckflügel anders.
Heute kann die Art auch mittels DNA Barcoding bestimmt werden.

## Entwicklung
Jedes Weibchen der Art vermag in seinem Leben 25 Ootheken zu produzieren, von denen jede 10 bis 20 Eier enthält. Die jungen Nymphen schlüpfen nach etwa 40 Tagen aus. Die Art besitzt fünf Nymphenstadien und entwickelt sich damit schneller als die gewöhnliche Küchenschabe, die sieben bis zehn Stadien durchläuft. Bei etwa 27 °C betrug die Entwicklungszeit im Labor etwa 224 Tage, bei ähnlichen Temperaturen etwa 60 bis 90 Tage schneller als die gewöhnliche Küchenschabe. Imagines der Art überlebten im Labor über mehr als 390 Tage. Die erste Oothek kann das Weibchen etwa vier bis sieben Tage nach der Imaginalhäutung erzeugen.

## Verbreitung
Die Art ist natürlich verbreitet in wüstenartigen Lebensräumen, oft in Gebirgen. Sie kommt vor in Nordafrika, von Libyen an ostwärts, nach Süden bis in den Sudan, in Arabien, Kleinasien und dem Kaukasus, von da an ostwärts bis Zentralasien (Kaschmir, Iran, Afghanistan).
Nach dem Zweiten Weltkrieg wurde die Art mit Militärtransporten aus dem Nahen Osten nach Nordamerika eingeschleppt. Der Erstnachweis war ein Armeedepot in Lathrop (Kalifornien) im Jahr 1978. Sie kommt hier sowohl synanthrop in Gebäuden wie Gewächshäusern und Lagerhäusern, an Abfall- und Komposthaufen wie auch im Freiland, in Kalifornien, Texas und Arizona, vor. Es gibt Hinweise darauf, dass sie im Freiland die, früher eingeschleppte, Blatta orientalis verdrängt. In Europa tritt die Art sehr selten als Flüchtling aus Futtertier-Zuchten in Gebäuden auf, scheint sich aber hier nicht zu vermehren oder dauerhaft zu halten. Ihre Ansiedlung im Freiland wurde, für die Schweiz, als unwahrscheinlich eingeschätzt. Horst Bohn rechnet sie nicht zu den in Deutschland verbreiteten synanthropen Arten. Nach einer Notiz trat die Art 2007 aber im Hafengelände von Cagliari, Sardinien im Freiland auf. Ob es dort zu einer dauerhaften Ansiedlung kam, ist nicht bekannt.

## Beziehung zum Menschen
Die Art wird, meist unter der Bezeichnung „Schokoschabe“, häufig als Futtertier gezüchtet und gehandelt; sie dient so als Futter für in Terrarien gehaltene, insektenfressende Wirbeltiere, vor allem Reptilienarten. Shelfordella lateralis ist als Zuchttier beliebt, weil die Tiere leicht zu halten und – im Gegensatz zu anderen Schaben – nicht imstande sind, an senkrechten Glasscheiben hochzulaufen.

## Phylogenie und Taxonomie
Die Art wurde von Francis Walker 1868, als Periplaneta lateralis, erstbeschrieben. Über ihre Zuordnung zu einer Gattung besteht keine Einigkeit, sie wird von den meisten Autoren entweder in der Gattung Shelfordella geführt, oder Shelfordella wird als Untergattung der Gattung Blatta aufgefasst; in diesem Fall wird die Art Blatta lateralis genannt. Nach DNA-Analysen sind alle drei Gattungen nahe verwandt, ohne dass die Daten eine genaue Phylogenie ermöglichen würden. Hier wird der Einstufung im Online-Katalog Cockroach Species File Online gefolgt. Die Gattung Shelfordella Adelung, 1910 umfasst danach drei Arten. Synonyme von Shelfordella lateralis sind S. ahngeri Adelung, 1910, S. sillemi (Hanitsch, 1935), S. tartara (Saussure, 1874), S. zarudnyi Adelung, 1910. Von dem früher oft verwendeten, synonymen Namen Shelfordella tartara ist der Trivialname „Tartarische Schabe“ abgeleitet.
Nach einer Analyse der mitochondrialen DNA, unter Berücksichtigung morphologischer Merkmale, erwies sich Shelfordella lateralis als nahe verwandt zu Periplaneta americana, der Typspezies der Gattung Periplaneta. Deshalb wurde Shelfordella als Gattung mit Periplaneta synonymisiert, die Art müsste (erneut, wie schon in der Erstbeschreibung) Periplaneta lateralis heißen. Allerdings erwies sich in derselben Analyse die Gattung Periplaneta, wie gegenwärtig umschrieben, als polyphyletisch, sie muss in zukünftigen Arbeiten in vier neue Gattungen aufgesplittet werden.